# Acomayo
Acomayo é uma cidade do Peru, capital da província de Acomayo, na região de Cusco.